# おくびょうなカーレッジくん

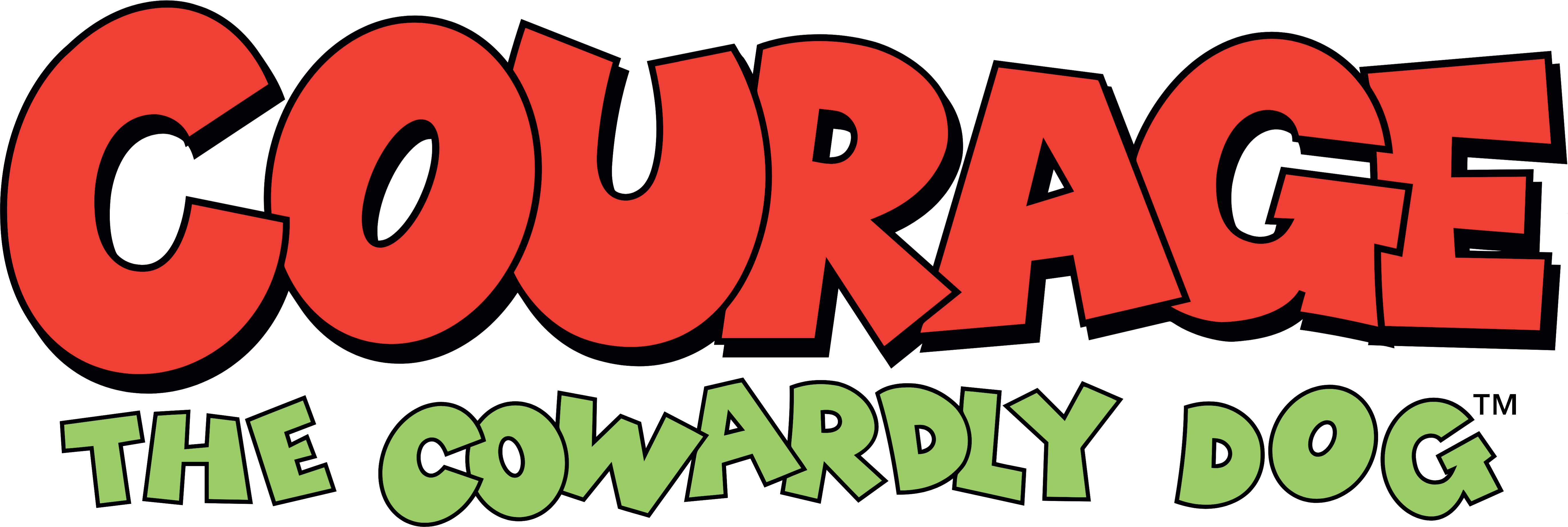
番組ロゴ

『おくびょうなカーレッジくん』（原題 : Courage the Cowardly Dog）は、アメリカ制作のテレビアニメ番組。第1 - 4シーズンまで全102話（全52回）が制作されている。2001年1月よりカートゥーン ネットワークで放送されている。

## 概要
アメリカのある田舎町であるドコドコ町のはずれに住んでいる老夫婦と、飼い犬のカーレッジ。彼らの周囲には宇宙人や怪物の来訪、怪奇現象が次々に巻き起こる。カーレッジは臆病だが勇気を振り絞って主人を守るべく立ち向かう。コメディにホラーの要素を加えた作品となっている。またCGや実写も取り入れるなど、クオリティも高い。
パイロット版として「The Chicken from Outer Space」（宇宙ニワトリの侵略）が作られ、人気投票の結果レギュラー化。このエピソードはアカデミー賞短編アニメーション部門にノミネートされる。カートゥーンネットワークオリジナル作品ながら「スカパー!アニメ大賞2002」 12位にランキングされる人気を得る。
2016年よりリマスター版が放送開始。両サイドにパネルが追加されている。ただし、オープニング映像はシーズン1に固定されている。

## キャスト

### メイン3
カーレッジ [Courage]
声 - 菅原淳一/英 - マーティ・グラブスティン
ユースタス・ミュリエル夫婦に飼われているピンク色の犬。
子犬の頃、悪い獣医によって宇宙へ送り出された両親と離ればなれになり、間一髪で獣医から逃げ、ゴミ捨て場でミュリエルに拾われた。
「勇気」を意味するその名前とは裏腹に、とても臆病で気が小さく、トラブルが起こるたびに驚いて大騒ぎするが、精一杯の勇気と機転でミュリエルを守るために立ち向かう。一方、自分の敵だった者にも友好的に接する優しい心を持っている。ユースタスやミュリエルに一大事を伝えるとき、様々に変身して伝えることが多いが、たいていは相手にされないかうまく伝わらない。ミュリエルの膝の上で寝ることを好む。毛皮の中に錨やアコーディオンなど多種多様な道具を隠し持ち、パソコンや飛行機などの乗り物全般を使いこなすことができる上、催眠術なども使える。長靴を噛むのがお気に入り。
ユースタスとの関係は辛辣かつ厳しい処遇のために悪く、シリーズが進んでいく敵の関係に変える。
日本語版ではいかなる危機的状況においても松鶴家千とせや植木等、坂上二郎、石田一松、ザ・ドリフターズなどの影響がみられる独特のアドリブや駄洒落などを駆使するユーモア溢れるキャラクターとなっており、黄色いアヒルの浮き輪に「流星号」という名前を付けていたりしている。「なんてね」が口癖であり、歌詞が「なんてね」だけのラップをよく聴いている。
ミュリエル・バッグ [Muriel Bagge]
声 - 森ひろ子、三浦智子（子供になった時）/英 - シア・ホワイト、ケイス・スシー（子供になった時）
専業主婦。スコットランド人。そのためか、日に何度も紅茶を飲む。
温厚な性格で、若い頃にゴミ捨て場で拾って以来、カーレッジをかわいがり続けている。「あらまあ」、「カーレッジ助けてー！」が口癖。マイペースで、自分がトラブルに巻き込まれていることに気づかないことも多い。普段は優しく大らかだが、ユースタスがカーレッジを邪険に扱うと延べ棒で殴ることもある。今の姿からは想像もつかないが、子供の頃は病的なまでに我儘だった。楽器全般の演奏が得意で、中でもシタールはプロ級の腕前で、実際にコンサートも行っている。ほかにもお菓子などの料理や裁縫全般においても、コンクールで受賞するほどの腕前があり、また特製の柔軟剤を使うなど、主婦の鑑といえる面が多い。ただし、生まれた土地柄か、いかなる料理にも最低一滴はお酢を入れる癖があり、それはカーレッジやユースタスの嫌うところである。基本的にピンチに陥った際はカーレッジに一方的に助けられているが、TVシリーズ第一話である「クモの巣　こわいよ～！」でのみ、カーレッジにとどめをさそうとしていたキャッツを撃退した。
ユースタス・バッグ [Eustace Bagge]
声 - 城山堅、岡野浩介（子供のころ）/英 - ライオネル・ウィルソン→アーサー・アンダーソン
農場主。ムスっとした不機嫌そうな顔つきをしており、TVが大好きで、ケチで金に糸目をつけない。
残忍でワガママで頑固、且つ欲張りで利己的な性格で、自分の利益のためなら嘘も厭わず、そのためにミュリエルやカーレッジが犠牲の被害者になることも多い。
カーレッジを「アホ犬」と蔑称で呼び、お面を付けて「ベロベロバァ」と脅かすなど邪険に扱っており、カーレッジは常にユースタスの意地悪の的である。シリーズが進んでいく毎にカーレッジへの扱いがひどくなっている。妻であるミュリエルに対しても冷徹さ、家政婦のように扱うが、まれにミュリエルへの愛情を見せることがある。頭は完全に禿げ上がっており、それがコンプレックスなのか、常に赤茶色の野球帽を被っている。一度劇薬（毛生え薬）を使ったときに一本だけ毛が生えたものの、副作用で家を吹き飛ばしてしまい、髪の毛どころではなくなったことがある。普段は威張っているが、実はカーレッジと同じくらい臆病。愛車のトラックが大好き。「飯はまだか」、「押し売りは帰れ」、「このアホ○○（犬など）め」、「（ミュリエルに殴られた時に）ワシが何をした」などの口癖がある。普段から邪険にしているせいかミュリエルと二人でピンチになった時も度々カーレッジに見捨てられることがあり、「ミュリエルは助かったがユースタスは全く助かっていない」という自業自得な状況がオチになることも多い。

### メイン3の関係者
パソコン [Computer]
声 - 中田雅之、松島昭浩（霧にキリキリまい！）/英 - シモン・プレブル
家の屋根裏にある、カーレッジ専用のパソコン。MS-DOSを思わせる見た目で、カーレッジはほとんどキーボードで操作している（マウスも付いているがほとんど使用しない）。外見は旧型のようだが、人工知能が備わっている上、プリンターやスキャナーも付属しており、CDリーダーでユースタスの水虫のいぼを分析するなどができるなど、かなり高い性能を持つ。トラブルを切り抜けるアドバイスをするが、なかなかの毒舌家であり、「アホですね」などと口答えをすることも多い。
シャーリー [Madame Shirley]
声 - 山門久美/英 - ビリー・ルー・ワット
薄緑色のチワワの霊媒師。基本的に定まった場所にはおらず、各地を転々としている。サックスで呪いや魔術を操ることができる上、霊を乗り移らせて対話させることもできる。基本的には悪人ではないため、カーレッジ達に協力することも多いが、かなり気難しい性格でもあり、ユースタスなど気に入らない相手には容赦なく呪いをかける。ちょっとしたことでもすぐに金を取るが、その割には質素な生活をしている。
ヴィンダルー医師 [Dr. Vindaloo]
声 - 宝亀克寿/英 - ポール・シューフラー
一家の主治医だが、非常に胡散臭いヤブ医者。立派な口髭が特徴。一家はたびたび訪れるが、多くの場合役に立たず、それどころか金のためなら患者をも売ってしまうような、ユースタスに引けをとらないほどの利己主義者である。「とにかく」が口癖。彼によれば「潜水艦は形が命」らしく、潜水艦に対して異常な愛を注ぐ。
お師匠様 [Master]
声 - 山門久美
「来チャイナ!行っチャイナ!」に登場した中国の真の女帝。カーレッジに戦いの掟を授けた。
ユースタスのママ [Ma Bagge]
声 - 梅田貴公美/英 -メアリー・テスタ
ユースタスを「アホ息子」と呼び、息子以上に意地悪でがめつい性格。かなりの行動派であり、利益のためなら多少の犠牲も厭わない。トレーラーハウスに一人で住んでいて質素そうに見えるが、実は「フサフサ研究所」の所長であり、赤いソフトクリームのような髪の毛はカツラ。当初はカーレッジをかわいがっていたが、話数を経るごとに敵対していく。カツラが取れると、「みっともない」と泣き出す。
ホルスト・バッグ [Horst Bagge]
声 - 宝亀克寿/英
ハンター、冒険家のユースタスの兄。故人となっている。
将軍と中尉 [General and Lieutenant]
声（将軍） - 宝亀克寿
声（中尉） - 中田雅之、他
アメリカ軍の軍人であり、宇宙人や未確認生物が現れたときにユースタス邸を訪れる。基本的には二人一組で現れ、漫才のような会話を繰り広げる。移動式の研究所や司令部を使って調査する。突然訪れるのでユースタスは最初は怒るが、金で買収するので喜んで滞在させる。カーレッジの敵側に立つことが多く、毎回カーレッジは彼らの失敗の後始末をする。将軍の靴はローラースケートになっており、用事が済むとそれでどこかへと去っていく。
ディ・ラン [Di Lung]
声 - 岡野浩介/英 - ティム・チー・リ
東洋系の少年。テンションが高く頭が切れる人物であり、様々な発明品を駆使してカーレッジたちを陥れる。また敵だけでなく、脇役としても登場している。「〜と思うけどォ〜」が口癖。おばは中国の女帝である。日常もギャグパートが多い、他人を「Watch where ya going, ya fool!」と無礼に叫ぶった後、彼に何か悪いことが起こる。
フルツ博士
声 - 藤本譲
体が大きく少し肥満体質の考古学者。帽子で目を隠して鼻の下に髭を生やしている。「三つの呪い」や「ミイラがうちにやってきた!」など遺跡が絡むエピソードでは必ずと言っていいほど登場する。
警察官
大柄な警察官。ドコドコ町の管轄のようだが、「どきどきニューヨーク」ではニューヨークにも現れた。好物はドーナッツ。
バニー
声 - 後藤邑子
アナウンサー [Nowhere Newsman]
声 - 岡野浩介
毎回のオープニングで登場する影のレギュラー。本編でも天気予報やニュース番組などに出演する。

### 敵役
キャッツ [Katz]
声 - 中田雅之/英 - ポール・シューフラー
ユースタスと同じく本作のカートゥーン ネットワーク・ヴィランズ。赤い体のネコだが、外見はまるでキツネのようである。カーレッジのライバルとも言える存在で、たびたびカーレッジを窮地に陥れるなかなかの知能犯。ホテルなどの各種施設（必ず「犬お断り」となっている）を経営している。どうやら独自の哲学があるらしく、それに基づいて毎回、金目的というわけでもない不気味な悪事を働く。「ニャ」が口癖。なお、「特製ばあちゃんシチュー」の回ではキャッツによく似たキツネが出てきたが、「悪役だよ!全員集合」で共演している為、別キャラクターである。
宇宙ニワトリ [The Chicken from Outer Space]（宇宙のニワトリ）
パイロット版で初登場した、宇宙（おそらく火星）からやってきたニワトリ。卵を使って人類のニワトリ化をもくろむが、カーレッジによってローストチキンにされてしまう。後にローストチキンの姿で現れたり、三人の息子たちが復讐に現れたりするが、毎回カーレッジにやられっぱなしである。
ル・クアック [Le Quack]
声 - 宝亀克寿/英 - ポール・シューフラー
フランス出身のアヒル。そのためか、「ケセクセ」や「ウーラーラー」などが口癖。態度は紳士的かつ冷静だが、自分の手を汚さず他人を操って卑怯かつ残酷な悪事を働く。キャッツとは対照的に毎回金品目的の犯行である。幾度となく逮捕されているが、毎回脱走してはカーレッジの前に現れる。
フレッド [Freaky Fred]
声 - 中田雅之/英 - ポール・シューフラー
ミュリエルの甥。職業は床屋だが、フサフサした毛を見ると自らの「いたずら心」を抑えられなくなり、刈ってしまうという性癖があるため、精神病院に幽閉されている。突然の訪問により、カーレッジも被害を受けた。カーレッジが勝てなかった数少ない強敵。
水たまりの魔女
声 - 滝沢久美子/英 - トレス・マクニール
水たまりからあらわれる魔女。ユースタスを誘惑し、水たまりの中にある自らの城に誘い込んで食べようとした。周りに水がないと地上に出ることができないため、カーレッジは水たまりの魔女が二度と出てこないように、目の前の水たまりをドライヤーで干上がらせて対処した。
ナス軍団
声 - 広瀬正志（マーボーナス）、水島大宙、他/英 - スコット・マクニール、チャーリー・アドラー、他
旱魃の影響で凶暴化したナス。地下に本拠地があり、地上のナスの実に仕込まれたカメラで地上の様子をうかがっている。自分達を食べようとするミュリエルを食べようと企む。独特の訛りをもって会話し、語尾には「〜ナス」がつく。
カーレッジが出した水を喰らい、元に戻る。
モンスター化した野菜
野菜を食べやさい研究所で作られた野菜。ユースタスの靴下の匂いがすきで、レタスが噛みついた。
獣医 [Cruel Veterinarian]
「犬を宇宙に送りマッチョにする」という計画をしている獣医。幼いカーレッジとカーレッジの両親を引き離したのも彼。最後はカーレッジによる復讐により宇宙に送られ、今まで宇宙に送ってきた犬たちに襲われた。
モグラ人間
人間に噛み付き、満月で変身してしまう。
モグラの毛を感染した人間に使うと元の姿に戻る。
水虫
声 - 岡野浩介
ユースタスの足にできた水虫の怪物。最初はほんの軽い水虫だったが、見かねたミュリエルの明らかに間違った対処(サボテンで水虫をこすったり、ロブスターのはさみにはさませたり、劇物につけたりした)により悪化し、怪物と化した。ユースタスが宿主である為か強欲で、カーレッジに銀行強盗をさせたり、フロリダを強奪する計画を立てたりしていた。治療法は犬の唾液をつけることなので、カーレッジがこの水虫を舐めて対処したところ、完治したが、今度はカーレッジの舌に水虫が移ってしまった。
雪だるま（地球最後の雪だるま）
声 - 藤本譲→不明/英 - ポール・シューフラー
北極がすべて溶けてしまい、初登場ではユースタスやミュリエルから「溶けない遺伝子」を取ろうと、「けっきょく!北極!雪だるま」では第2の北極をドコドコ街に作ろうとたくらむ。「ユキコ」「ユキエモン」「ユキウオ」という仲間がおり、北極が溶けたときに共に溶けてしまったが最後はカーレッジにより北極が元に戻り、復活した。
ドクター・ジャールスト
声 - 中博史
家庭教師（パーフェクト・プロジェクト）
最終回でカーレッジの前に突然現れた謎の教師であり、カーレッジにあらゆる難題を与えるが最終的に不出来が過ぎたカーレッジに発狂して消滅した。(完璧とは限らなくていい事なので、個性でなんとかした。)「パーフェクト」が口癖。
ジャービル博士
声 - 不明
真空のセールスマンを装うマッドサイエティストのスナネズミ。一見優しく穏やかだが、狂気かつ冷酷な性格。

## 放映リスト
| 話数       | サブタイトル       | 原題                     | 脚本                    | 絵コンテ                | 演出                    | 敵キャラ     |
| ---------- | ------------------ | ------------------------ | ----------------------- | ----------------------- | ----------------------- | ------------ |
| パイロット | 宇宙ニワトリの侵略 | Chicken From Outer Space | ジョン・R・ディルワース | ジョン・R・ディルワース | ジョン・R・ディルワース | 宇宙ニワトリ |

### 第1シーズン
| 話数 | 話数 | サブタイトル              | 原題                                                 | 脚本                                                | 絵コンテ                                                                                | 演出                    | 敵キャラ            | 日本放送日    |
| ---- | ---- | ------------------------- | ---------------------------------------------------- | --------------------------------------------------- | --------------------------------------------------------------------------------------- | ----------------------- | ------------------- | ------------- |
| 1    | A    | クモの巣こわいよ〜!       | A Night at the Katz Motel                            | ジョン・R・ディルワース アーヴァイン・S・バウアー   | ジョン・R・ディルワース                                                                 | ジョン・R・ディルワース | キャッツ クモの怪物 | 2001年1月2日  |
| 1    | B    | 特製ばあちゃんシチュー    | Cajun Granny Stew                                    | ジョン・R・ディルワース アーヴァイン・S・バウアー   | ジョン・R・ディルワース                                                                 | ジョン・R・ディルワース | キツネ              | 2001年1月2日  |
| 2    | A    | ビクビクかげぼうし        | The Shadow Of Courage                                | ジョン・R・ディルワース アーヴァイン・S・バウアー   | ジョン・R・ディルワース                                                                 | ジョン・R・ディルワース |                     | 2001年1月3日  |
| 2    | B    | わたしはだあれ?           | Dr. Le Quack Amenesia Specialist                     | ジョン・R・ディルワース                             | ジョン・R・ディルワース                                                                 | ジョン・R・ディルワース | ル・クアック        | 2001年1月3日  |
| 3    | A    | ビッグフットをつかまえろ! | Courage Meets Bigfoot                                | アーヴァイン・S・バウアー                           | ケヴィン・ブラウニー                                                                    | ジョン・R・ディルワース |                     | 2001年1月12日 |
| 3    | B    | アブナい毛はえ薬          | Hothead                                              | デヴィッド・スティーヴン・コーエン                  | David Wachtenheim ボブ・ミラー J・P・ディラード                                         | ジョン・R・ディルワース |                     | 2001年1月12日 |
| 4    | A    | 悪魔のマットレス          | The Demon in the Mattress                            | アーヴァイン・S・バウアー                           | スティーヴン・デ・ステファノ                                                            | ジョン・R・ディルワース | マットレスの幽霊    | 2001年1月12日 |
| 4    | B    | やめて!フレッド           | Freaky Fred                                          | デヴィッド・スティーヴン・コーエン ビル・マーシリイ | ジョン・フラッグ カード・ヒックス                                                       | ジョン・R・ディルワース | フレッド            | 2001年1月12日 |
| 5    | A    | 変身?モグラ人間           | Night of the Weremole                                | デヴィッド・スティーヴン・コーエン                  | マイケル・ヴェッターハーン トム・ネスビット                                             | ジョン・R・ディルワース | モグラ人間          | 2001年1月19日 |
| 5    | B    | ママのひみつ              | Mother's Day                                         | アーヴァイン・S・バウアー                           | David Wachtenheim オーティス・ブレイボーイ                                              | ジョン・R・ディルワース |                     | 2001年1月19日 |
| 6    | A    | 宇宙のアヒルブラザース    | The Duck Brothers                                    | クレイグ・シュマン                                  | デイヴ・シモンズ                                                                        | ジョン・R・ディルワース | アヒルブラザーズ    | 2001年1月19日 |
| 6    | B    | ゆうれいと話そう          | Shirley the Medium                                   | クレイグ・シュマン                                  | リュック・ラトゥリーペ David Wachtenheim マイケル・ヴェッターハーン                     | ジョン・R・ディルワース |                     | 2001年1月19日 |
| 7    | A    | 三つの呪い                | King Ramses' Curse                                   | ビル・マーシリイ                                    | ボブ・ミラー J・P・ディラード ブライアン・クラーク                                      | ジョン・R・ディルワース |                     | 2001年1月26日 |
| 7    | B    | なめられた水虫            | The Clutching Foot                                   | デヴィッド・スティーヴン・コーエン                  | カーティス・シム                                                                        | ジョン・R・ディルワース | 水虫                | 2001年1月26日 |
| 8    | A    | ドコドコ町の鐘            | The Hunchback of Nowhere                             | アーヴァイン・S・バウアー                           | デイヴ・シモンズ                                                                        | ジョン・R・ディルワース |                     | 2001年1月26日 |
| 8    | B    | 恋するガチョウ            | The Gods Must Be Goosey                              | デヴィッド・スティーヴン・コーエン                  | マイケル・ヴェッターハーン ジョン・フラッグ J・P・ディラード ピーター・ニュートン       | ジョン・R・ディルワース |                     | 2001年1月26日 |
| 9    | A    | 水たまりの魔女            | Queen of the Black Puddle                            | ビル・マーシリイ                                    | カード・ヒックス                                                                        | ジョン・R・ディルワース | 水たまりの魔女      | 2001年2月2日  |
| 9    | B    | 死んでもシネマ            | Everyone Wants to Direct                             | クレイグ・シュマン                                  | Antonio Zurera ルイス・デ・ヴェラスコ Javier Jerez ジェームズ・アロンゾ Rodrigo Cubillo | ジョン・R・ディルワース | ゾンビ              | 2001年2月2日  |
| 10   | A    | 地球最後の雪だるま        | The Snowman Cometh                                   | アーヴァイン・S・バウアー                           | David Wachtenheim                                                                       | ジョン・R・ディルワース | 雪だるま            | 2001年2月2日  |
| 10   | B    | ママになったユースタス    | The Precious, Wonderful, Adorable, Loveable Duckling | アーヴァイン・S・バウアー                           | カーティス・シム                                                                        | ジョン・R・ディルワース |                     | 2001年2月2日  |
| 11   | A    | ひきつるひき肉            | Heads of Beef                                        | アーヴァイン・S・バウアー                           | キース・タッカー ボブ・ミラー J・P・ディラード                                          | ジョン・R・ディルワース |                     | 2001年2月9日  |
| 11   | B    | 化け化けバケーション      | Klub Katz                                            | デヴィッド・スティーヴン・コーエン                  | David Wachtenheim トム・ネスビット                                                      | ジョン・R・ディルワース | キャッツ            | 2001年2月9日  |
| 12   | A    | チキンの逆襲              | Revenge of the Chicken from Outer Space              | ジョン・R・ディルワース アーヴァイン・S・バウアー   | ジョン・R・ディルワース                                                                 | ジョン・R・ディルワース | 宇宙ニワトリ        | 2001年2月9日  |
| 12   | B    | ナスがまま!?              | Journey to the Center of Nowhere                     | クレイグ・シュマン                                  | ジョン・フラッグ マイケル・ヴェッターハーン                                             | ジョン・R・ディルワース | ナス軍団            | 2001年2月9日  |
| 13   | A    | ちびっ子ミュリエル        | Little Muriel                                        | デヴィッド・スティーヴン・コーエン                  | マイケル・ヴェッターハーン                                                              | ジョン・R・ディルワース |                     | 2001年2月16日 |
| 13   | B    | さあ!どうしまショー       | The Great Fusilli                                    | ジョン・R・ディルワース                             | トム・ネスビット エドアルノ・ソリアーノ David Wachtenheim マイケル・ヴェッターハーン    | ジョン・R・ディルワース |                     | 2001年2月16日 |

### 第2シーズン
- 第1話「キキカイカイ魔法の木/だめだめロボット」（日本：2001年2月16日）
- 第2話「空恐ろしいユースタス/どきどきニューヨーク」（日本：2001年2月23日）
- 第3話「家族はいかが?/そんなバナナ!」（日本：2001年2月23日）
- 第4話「ミイラがうちにやって来た!/いないいないばあちゃん」（日本：2001年4月24日）
- 第5話「掃除機に言え!/太陽がしっぱい!?」（日本：2001年4月25日）
- 第6話「ハエハエカーレッジ/おかしなおかし」（日本：2001年4月26日）
- 第7話「どっきりテレビ/メガ・ミュリエル誕生!?」（日本：2001年5月24日）
- 第8話「けっこう毛だらけ!/ハットする帽子」
- 第9話「カルメンをねらえ!/よみがえるカンガルー」（日本：2001年5月25日）
- 第10話「いやーん!エイリアン/荒野のカーレッジ」（日本：2001年6月26日）
- 第11話「泣き虫!弱虫!ヘンな虫!/お化けのリベンジ」（日本：2001年6月27日）
- 第12話「月まとうんじゃない!/クジラがホエール!」（日本：2001年6月28日）
- 第13話「どーする!?ドコドコ町」（日本：2001年6月29日）

### 第3シーズン
- 第1話「そっくり?ビックリ!/ねばねばギブアップ!」（日本：2002年8月12日）
- 第2話「あらあら!?アライグマ/ナツメロきかせろ!」（日本：2002年8月12日）
- 第3話「ホネまで愛して!/眠れる?ぼくのミュリエル」（日本：2002年8月13日）
- 第4話「デジタルで対決したる!/神話の恋の物語」（日本：2002年8月13日）
- 第5話「サンゴっ子おにごっこ/ばっちいグー?」（日本：2002年8月14日）
- 第6話「うみねこキャッツ/カーテンでカッー!」（日本：2002年8月14日）
- 第7話「もうカエってケロ!/チューリップラネット」（日本：2002年8月15日）
- 第8話「展覧会のエーッ!?/カカシのおんがえし」（日本：2002年8月15日）
- 第9話「それってマジック?/おーい!ヒナちょこりーん」（日本：2002年8月16日）
- 第10話「お魚パラダイス/いじわるフィクション」（日本：2002年8月16日）
- 第11話「ビタミンしーっ!/けっきょく!北極!雪だるま」（日本：2002年8月18日）
- 第12話「マジギレ!?キルト/ぷっつんペテン師」（日本：2002年8月19日）
- 第13話「誘われてプルプル/バカンスはアッチッチ〜」（日本：2002年8月20日）

### 第4シーズン
日本放送日の出典。
- 第1話「ビバ!ビーバーダム/くるみ割らない人形」（日本：2003年5月6日）
- 第2話「あんぽんタータン/動いちゃイエー!」（日本：2003年5月6日）
- 第3話「気球でドロボー?/フーフー風車」（日本：2003年5月6日）
- 第4話「へんなカゼどんなカゼ/シッカリシカ狩り」（日本：2003年5月13日）
- 第5話「ドロ沼の三角関係?/メェワクせんばん!」（日本：2003年5月15日）
- 第6話「ニンジンにご用心!/薄っぺらもいいかも？」（日本：2003年5月20日）
- 第7話「ドコドコ町の怪人?」（日本：2003年5月22日）
- 第8話「来チャイナ行っチャイナ!/ミュートなミュリエル」（日本：2003年5月27日）
- 第9話「のるかそるか!イルカ/どっちのドラゴン」（日本：2003年5月29日）
- 第10話「星づくりの伝説/宇宙には2羽以上のニワトリ」（日本：2003年6月3日）
- 第11話「エイリアンに愛の手を?/悪役だよ!全員集合（敵キャラ：キャッツ、水虫、モグラ人間、ル・クアック・水たまりの魔女他）」（日本：2003年6月3日）
- 第12話「コワいど？ハリウッド/借りたら返そう!」（日本：2003年6月3日）
- 第13話「過去はカッコいい?（敵キャラ：獣医）/パーフェクトプロジェクト（敵キャラ：家庭教師）」（日本：2003年6月5日）

### スペシャル
「カーレッジくんの霧にキリキリまい!」（日本放送日：2014年10月31日）

### 映画
- Straight Outta Nowhere: Scooby-Doo! Meets Courage the Cowardly Dog

## スタッフ
- 製作総指揮・美術監督：ジョン・R・ディルワース
- プロデューサー：ウイニィー・チャフィー
- 録音監督：ピーター・フェルナンデス
- ヘッドライター：デヴィッド・スティーヴン・コーエン
- アニメーション制作：ワン・フィルム・プロダクション
- 制作：ストレッチ・フィルム、カートゥーン ネットワーク

### 日本語版スタッフ
- 演出：川合茂美（第1シーズン～第3シーズン・霧にキリキリまい！）、佐藤敏夫（第4シーズン）
- プロデューサー：伊藤文子（テレビシリーズ）、岡田由里子（霧にキリキリまい!）
- 翻訳：尾形由美
- 調整：宮本浩
- 製作：カートゥーン ネットワーク、東北新社

## 後世への影響
ストップモーションアニメ『PUI PUI モルカー』などの制作で知られる見里朝希は、幼少期から本作の大ファンだったことを認めており、作風に影響を与えたことを認めている。見里は本作の魅力についてキャラクターのオーバーなリアクションに加え、「ちょっとしたホラー要素が好奇心をくすぐるし、手描きアニメかと思いきや突然3Dや実写、ストップモーションにもなるところが面白いです。」とねとらぼとのインタビューの中で話している。